# Os Iguais
Os Iguais foi um quarteto vocal da Jovem Guarda. Tinha como integrantes Marcelo Gastaldi, Mário Lúcio de Freitas, Apolo Mori e Antônio Marcos. Os Iguais, que bem no início se chamava 'Os Plutos', adaptava canções estrangeiras para a língua portuguesa, criava novas canções ou até mesmo regravava músicas em outros idiomas (como, por exemplo, Beatles). O conjunto ficou famoso porque alguns de seus integrantes se destacaram posteriormente, como Antônio Marcos, que veio a ser uma famoso cantor popular, Marcelo Gastaldi, ator que, entre outras coisas, foi o dublador do Chaves, e Mário Lúcio, criador de várias vinhetas de televisão, entre elas a abertura do Chaves, em parceria com Antônio Paladino.